# Jochen Brüning

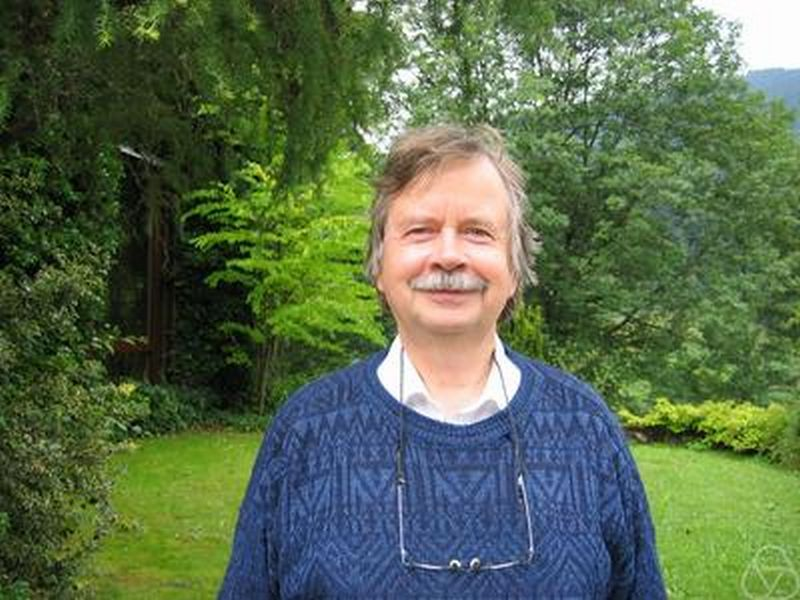
Jochen Brüning (2005)

Jochen Brüning (* 29. März 1947 in Bad Wildungen; † 16. Januar 2025) war ein deutscher Mathematiker und Hochschullehrer, der sich mit Analysis beschäftigte.

## Leben
Brüning ging in Kassel zur Schule und studierte ab 1966 Mathematik und Physik an der Philipps-Universität Marburg, wo er 1969 sein Diplom in Mathematik erwarb und 1972 bei Vojislav Avakumovic promoviert wurde (Über die Anzahlfunktion elliptischer Operatoren). Danach war er Dozent in Marburg und habilitierte sich 1977 (Über Windungszahlen in endlichen W* Algebren und verwandte Fragen) bei Manfred Breuer. Er war nacheinander Professor an der Ludwig-Maximilians-Universität München (im Sommersemester 1979), der Universität Duisburg (ab 1979) und der Universität Augsburg (ab 1983, er war dort auch Senator der Universität, Dekan der Naturwissenschaftlichen Fakultät und Prorektor für Forschung), bevor er 1995 Professor für Mathematik (Analysis) an der Humboldt-Universität zu Berlin wurde. 1996 bis 1998 war er geschäftsführender Direktor des Instituts für Mathematik der Humboldt-Universität. Er war Mitglied des Akademischen Senats der Humboldt-Universität. Er war unter anderem Gastwissenschaftler am IHES, am Institute for Advanced Study (1990), an der Universität Paris-Süd, am Max-Planck-Institut für Mathematik in Bonn, am Fields Institute in Toronto, an der Universität Aarhus, am Massachusetts Institute of Technology, der Universität Nagoya und der Tohoku University, der Northeastern University und der Ohio State University.
Brüning befasste sich insbesondere mit geometrischer Analysis und Spektraltheorie (zum Beispiel Eigenwerte und Eigenfunktionen des Laplace-Operators und anderer elliptischer Operatoren auf Mannigfaltigkeiten, Spektraltheorie bei Mannigfaltigkeiten mit Singularitäten, Indexsätze) sowie mathematischer Physik (zum Beispiel Schrödinger-Operatoren mit magnetischen Feldern und Problemen der Festkörperphysik).
Von 1999 bis 2013 war er geschäftsführender Direktor des Hermann von Helmholtz-Zentrums für Kulturtechnik der Humboldt-Universität, nachdem er schon 1990 bis 1995 geschäftsführender Direktor des Instituts für europäische Kulturgeschichte der Universität Augsburg war. Seit 2002 war er Mitglied der Berlin-Brandenburgischen Akademie der Wissenschaften. Er war Ende der 1990er Jahre Schatzmeister der Deutschen Mathematiker-Vereinigung.
Zu seinen Habilitanden zählen die Mathematiker Jürgen Appell, Daniel Grieser und Matthias Lesch.

## Schriften (Auswahl)
- mit Eberhard Knobloch (Herausgeber) Die mathematischen Wurzeln der Kultur, München, Fink 2005